# محول عملات

محرر العملات لتحويل عملات هي أداة برمجية يستخدم فيها لغات البرمجة العالية لتقديم خدمة تحويل سعر العملة من عمله أولى إلى عمله ثانية. التحويل يتم بناء على شكل يومي وعلى أسعار الصرف المختلفة. يوجد على الإنترنت مواقع عديده تقدم خدمة تحويل العملات مثل قوقل وياهو ومواقع أخرى مصرفيه مثل موقع الراجحي في السعودية. يوجد أيضا مواقع أخرى تقدم الخدمة بشكل مجاني مثل.